# Некрасов, Владимир Афанасьевич
Владимир Афанасьевич Некрасов (12 (24) июля 1892 — 8 марта 1987) — советский педагог, в 1920-е — 1940-е годы — школьный учитель, в 1948—1970 годы — преподаватель Ленинградской духовной академии, доцент кафедры церковной археологии.

## Биография
Родился 12 июля 1892 года в деревне Нижняя Водлица Пудожского уезда Олонецкой губернии в семье священника.
В 1907 году окончил Петрозаводское духовное училище первым учеником, затем поступил в Олонецкую духовную семинарию. Во время учёбы в семинарии участвовал в выставках картин и рисунков. Так, на выставку рисовальных работ 27-31 марта 1912 года представил 36 рисунков. В 1913 году окончило семинарию первым студентом. В 1917 году завершил образование в Петроградской духовной академии со степенью кандидата богословия. Большой любитель чтения, глубоко изучивший художественную литературу в семинарии, он и степень кандидата богословия получил за сочинение «Проблема жизни и смерти в художественном творчестве Льва Толстого».
1 июня 1917 года был призван на военную службу и направлен на ускоренные офицерские курсы Павловского военного училища, которые окончил накануне Октябрьской революции. Недолго работал конторщиком на Мурманской железной дороге и счетоводом лесозаготовительной конторы в Кандалакше. Затем начинает служить у себя на родине в Оштинском военкомате заведующим агитационным пунктом по вербовке добровольцев в Красную Армию. 1 декабря 1918 года Некрасов сам призывается в Красную Армию. Он попадает в Петроград, где его назначают взводным инструктором в полковой школе Нарвского резервного полка. Затем попадает в курсанты окружных петроградских курсов допризывной подготовки и спорта. С июня по август 1919 года курсанты воевали на Ямбургском направлении против Юденича. Когда боевые действия завершились, Некрасова назначили инструктором в системе военной подготовки в Гдовском уездном отделении всеобуча.
В 1923 года, он вернулся в Олонецкую губернию, где служил счетоводом в лесотранспортной организации «Разгрузвод». С октября 1924 года работал учителем математики, географии, русского языка, черчения с начала в 6-летней школе селе Важины Лодейнопольского уезда, затем в Лодейном Поле в девятилетней школе. Был даже казначеем месткома Лодейнопольского союза просвещенцев. В 1930 году перебрался с семьёй в Ленинград, гдк работал учителем в системе рабочего образования: на производственно-технических курсах и ФЗУ при заводах: Красный Треугольник, Радио-Коминтерн, Марксист.
В 1941 году с началом Великой Отечественной войны оформлен рабочим на кожевенный завод. До ноября 1941 года трудился на оборонных сооружениях на подступах к Ленинграду, потом тяжело заболел. В городе с семьей пережил первую блокадную зиму, а 2 июня 1942 года эвакуирован в Саратовскую область. Там был призван в армию, три года служил в ротах обслуживания. В 1945 году семья Некрасовых вернулась в Ленинград и поселилась на Большом проспекте Васильевского острова. Ещё 3 года, до приглашения в Духовную академию, он оставался учителем в системе рабочего образования.
20 мая 1948 года назначен помощником заведующего библиотекой Ленинградской духовной академии. К весне 1947 года в библиотеке имелось 9800 книг, брошюр, комплектов периодических изданий. В 1948 года из антирелигиозного филиала Публичной библиотеки им. Салтыкова-Щедрина были переданы издания, ранее принадлежавшие Петроградской духовной академии, Александро-Невской лавре, Новгородской духовной семинарии, всего около 80 тысяч единиц. Их разборка и обработка и была поручена Некрасову. Летом того же года он не стал брать отпуск: было много дел в связи с приёмом большой иностранной делегации. 1 сентября 1948 года назначен заведующим библиотекой, преподавателем славянского языка и гомилетики в Ленинградской духовной семинарии в звании доцента. Одновременно на него легла учебная нагрузка: преподавание церковнославянского языка и церковной археологии в семинарии, гомилетики в семинарии и академии. Вскоре он попросил освободить его от лекций по гомилетики. На заседании Ученого совета академии от 5 октября 1948 года рассматривалось его заявление Владимира Афанасьевича. Нагрузка, которую он нес, непомерно для него тяжела: днем продолжается инвентаризация книг, ведется подготовка библиотеки к полноценной эксплуатации, а готовиться к лекциям по гомилетике приходится ночью
До выхода на пенсию вёл курс церковной археологии, разработал по этой дисциплине собственный учебник. Организовывал экскурсии учащихся в Эрмитаж и Русский музей, был инициатором внеучебных лекций по живописи отдельных художников. Его любимейшей областью было церковное искусство, иконопись, храмовое зодчество. В 1960-х годы в печати появились его историко-архитектурные очерки, однако личная скромность не даст ему возможности написать диссертацию и подняться выше доцентского звания. 16 июля 1970 года вышел на пенсию, но не терял связи с Ленинградской духовной академией до конца жизни.
В 1976 году, будучи на пенсии, составил большое исследование, посвященное архитектуре и живописи Троицкого собора Александро-Невской лавры. Рукопись хранится в библиотеке Санкт-Петербургской духовной академии. В глубоко преклонном возрасте Владимир Афанасьевич составил наброски воспоминаний об Олонецкой духовной семинарии.
Скончался 8 марта 1987 года в Ленинграде. Похоронен на Ковалевском кладбище Петербурга.

## Публикации
- «Приветственное слово воспитанника V класса В. Некрасова, произнесенное им на юбилее инспектора B. И. Лебедева 1.VIII. 1911» // Олонецкие епархиальные ведомости, 1911. — № 31. — С. 531—533
- «Голос Православия» (орган Православной Германской епархии Московской Патриархии), 1952 г., № 1, 2 и 3 // Журнал Московской Патриархии. 1952. — № 5. — С. 40.
- Церковно-археологический кабинет в Ленинградской Духовной Академии // Журнал Московской Патриархии. 1952. — № 12. — C. 41-42.
- Николо-Богоявленский собор в Ленинграде (к 200-летию со дня освящения) // Журнал Московской Патриархии. 1960. — № 12. — С. 22-30.
- Князь-Владимирский собор в Ленинграде // Журнал Московской Патриархии. 1961. — № 6. — С. 29-36.
- Престольный праздник и годичный акт в Ленинградской духовной академии и семинарии // Журнал Московской Патриархии. 1961. — № 11. — С. 39-41.
- Начало нового учебного года в духовных школах // Журнал Московской Патриархии. 1962. — № 10. — С. 9-10.
- Св. благоверный великий князь Александр Невский (к 700-летию со дня кончины) // Журнал Московской Патриархии. 1963. — № 8. — С. 56-62.
- А. Ф. Шишкин (некролог) // Журнал Московской Патриархии. 1965. — № 9. — С. 21-23.
- Воспоминания об Олонецкой духовной семинарии // Олонецкая духовная семинария и православная духовность в Олонецком крае : материалы регион. конф., посвященной 180-летию Олонецкой духовной семинарии (17-18 ноября 2009 г., г. Петрозаводск). — Петрозаводск, 2012. — C. 63-79
- Воспоминания о ректоре Олонецкой духовной семинарии протоиерее Н. К. Чукове (Из доклада на Торжественном открытии заседания Совета Ленинградской православной академии по поводу присуждения почетной степени доктора богословия Высокопреосвященнейшему Григорию, митрополиту Ленинградскому и Новгородскому) // Олонецкая духовная семинария и православная духовность в Олонецком крае : материалы регион. конф., посвященной 180-летию Олонецкой духовной семинарии (17-18 ноября 2009 г., г. Петрозаводск). — Петрозаводск, 2012. — 81-84.